# 1949년 칸 영화제
제3회 칸 영화제는 1949년 9월 2일부터 1949년 9월 17일까지 열린 영화제이다. 프랑스 칸에서 개최되었다.

## 수상

### 감독상
- 문을 넘어서 - 르네 클레망 수상

### 여우주연상
- 문을 넘어서 - 아이사 미란다 수상

### 남우주연상
- 이방인의 집 - 에드워드 G. 로빈슨 수상

### 그랑프리
- 제3의 사나이 - 캐럴 리드 수상